# Mohamed Bouldini
Mohamed Bouldini né le 27 novembre 1995 à Casablanca (Maroc), est un footballeur marocain jouant au poste d'attaquant au Deportivo La Corogne.

## Biographie

### Carrière en club
Mohamed Bouldini est formé au Rachad Bernoussi et fait ses débuts en 2014 en D2 marocaine.
Apparu dans les radars des scouts du Raja CA, il rejoint le club casablancais le 14 juillet 2015 en paraphant un contrat de trois saisons. Le 24 août 2015, il fait ses débuts en première division en étant titularisé en Coupe du Maroc face à la JS Massira (défaite, 0-1). Le 6 décembre, il inscrit son premier but avec le club face au DH El Jadida (match nul, 1-1). 
Le 15 septembre 2017, il s'engage pour une saison à l'IR Tanger, club dans lequel il marque son passage par plusieurs présences sur le banc. Ayant fait six apparitions en championnat lors de la saison 2017-18, il termine la saison champion du Maroc avec son club, qui remporte quant à lui son premier sacre national de son histoire,.
Le 19 juillet 2018, il s'engage librement à l'UD Oliveirense en D2 portugaise,. Il s'y impose en tant qu'élément clé, inscrivant et offrant la victoire à son équipe le 3 février 2019 face au CD Cova da Piedade à l'extérieur (victoire, 0-1).
Lors de la saison 2020-21, il réalise une saison remarquable avec l'Académica Coimbra en inscrivant quinze buts, attirant ainsi l'intérêt du sélectionneur du Maroc Vahid Halilhodžić. Le joueur figure ainsi sur la liste des présélections mais finalement pas sur la liste définitive.
Le 1er juillet 2021, il est transféré au CD Santa Clara en Liga NOS avant d'être prêté pour la période de six mois au CF Fuenlabrada.
Le 23 août 2022, il signe à Levante UD en D2 espagnole,. Son contrat s'élève à une durée de quatre saisons pour un montant de 300.000 euros,,. Lors de la mi-saison, il figure déjà dans le top 10 des meilleurs buteurs de la D2 avec sept buts. Concurrencé par ses coéquipiers Wesley Moraes et Roberto Soldado, il est l'élément titulaire de son entraîneur Javier Calleja en pointe de l'attaque,.

### Carrière en sélection
Le 28 août 2014, il est sélectionné par Abdellah El Idrissi pour un stage d'entraînement avec l'équipe du Maroc -20 ans au Centre sportif de Maâmora à Salé, comptant pour les préparations au tournoi international du Qatar, à laquelle il prend part,.
Le 19 août 2015, il est présélectionné par Badou Zaki avec l'équipe première du Maroc pour la deuxième journée des éliminatoires de la CAN 2017 face à l'équipe du Sao Tomé-et-Principe. Il ne figure finalement pas sur la liste définitive.

## Palmarès
Raja Club Athletic
Coupe nord-africaine des clubs champions en 2015
IR Tanger
- Botola Pro :
  - Champion : 2018